# Nowa Synagoga w Libercu
Nowa Synagoga w Libercu (cz. Nova Synagoga v Liberci) – synagoga znajdująca się w Libercu, w Czechach, przy ulicy Rumjancevova. Jest obecnie jedyną synagogą wzniesioną w Czechach po II wojnie światowej.
Synagoga została zbudowana w latach 1997–2000 według projektu architekta Radima Kousala na miejscu starszej synagogi zniszczonej przez hitlerowców podczas nocy kryształowej.
Synagoga tworzy niezależną budowlę w kompleksie Państwowej Biblioteki Naukowej (cz. Státní vědecké knihovny) zwaną budowlą pojednania (cz. Stavba smíření).